# The Whitey Album
The Whitey Album är ett musikalbum av Ciccone Youth, ett sidoprojekt om Sonic Youth som släpptes år 1988.

## Låtlista
1. Needle-Gun
2. (silence)
3. G-Force
4. Platoon II
5. MacBeth
6. Me & Jill/Hendrix Cosby
7. Burnin' Up
8. Hi! Everybody
9. Children of Satan/Third Fig
10. Two Cool Rock Chicks Listening to Neu
11. Addicted to Love
12. Moby-Dik
13. March of the Ciccone Robots
14. Making the Nature Scene
15. Tuff Titty Rap
16. Into the Groovey
17. MacBeth II

Spår 17 är en bonuslåt på CD-utgåvan av skivan.